# Renald z Châtillon
Renald de Châtillon (ur. ok. 1125, zm. 4 lipca 1187) – książę-regent Antiochii w latach 1153-1160, następnie wasal Królestwa Jerozolimskiego i senior Zajordanii frankijskiej (Oultrejordain) od 1175 roku.

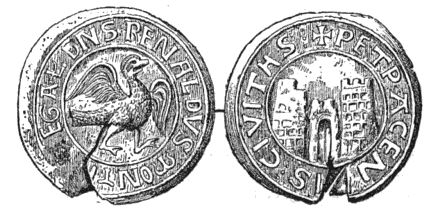
Pieczęć Renalda z Châtillon

## Pochodzenie
Renald pojawia się w XII- i XIII-wiecznych tekstach frankojęzycznych jako Renaud/Renaut, Raynaus albo Renauz. W dokumentach łacińskich Renaldus de Castellione, princeps Antiochiae lub Rainaldus de Castellione, princeps Antiochenus był odnotowywany również jako Reginaldus albo Raynaldus (pol. forma imienia: Reginald). Określenie de Castellione (z Châtillon lub z Chastillon) mogło odnosić się zarówno do nazwy rodu, jak i miejsca urodzenia czy siedziby Renalda.
Próbę ustalenia gniazda rodowego Renalda podjął Charles du Fresne, sieur du Cange, zwracając uwagę na szampański ród Châtillonów, wywodzący się z Châtillon-sur-Marne. W starszej historiografii wskazywano również domniemanych rodziców Renalda (Henri de Châtillon-sur-Marne i Ermengarde de Montjay). Natomiast Joseph-François Michaud wysunął przypuszczenie o pochodzeniu Renalda z miejscowości Châtillon-sur-Indre w Turenii, uznając go za syna nieznanych bliżej rodziców z warstwy rycerskiej.
Teorie te nie uwzględniały źródeł z czasów Renalda z Châtillon, w których wspominano o jego krewnych. Kronikarz Ernoul nazwał Renalda bratem pana Gien, a Piotr z Blois potomkiem panów Châtillon, Semur i Bourbon. Opierając się na tych wzmiankach, Gustave Schlumberger wysunął przypuszczenie o pochodzeniu Renalda z burgundzkiego rodu Donzych, panów m.in. Semur-en-Brionnais, Gien-sur-Loire oraz Châtillon-sur-Loing (obecnie Châtillon-Coligny). Hipotetyczna filiacja zaproponowana przez Schlumbergera (Geoffroi II de Donzy, żonaty z przedstawicielką nieznanego rodu) została skorygowana przez Jeana Richarda (Hervé II de Donzy, żonaty z Mahaut Le Blanc) ze względów chronologicznych.

## W Palestynie (1147-1153)
Renald przybył do Palestyny jako uczestnik II krucjaty w roku 1147, licząc sobie zapewne około 20 lat Nie mając większych perspektyw w ojczyźnie, postanowił pozostać na Bliskim Wschodzie. W 1151 roku zaciągnął się na służbę u króla jerozolimskiego Baldwina III. Wraz ze świtą monarchy udał się do Antiochii, gdzie poznał owdowiałą księżną Konstancję, wdowę po Rajmundzie z Poitiers. Renald spodobał się jej.

## Małżeństwo z księżną Konstancją
W roku 1153 Konstancja poślubiła Renalda, co spotkało się z niechęcią zarówno baronów, jak i formalnego seniora Antiochii, cesarza bizantyjskiego Manuela I Komnena. Para miała prawdopodobnie dwie córki:
- Agnieszkę de Châtillon (1154-1184), żonę króla Węgier Beli III,
- Joannę, drugą żonę markiza Montferratu Bonifacego I (według Niketasa Choniatesa, bizantyjskiego historyka).

## Rządy w Antiochii (1153-1160)

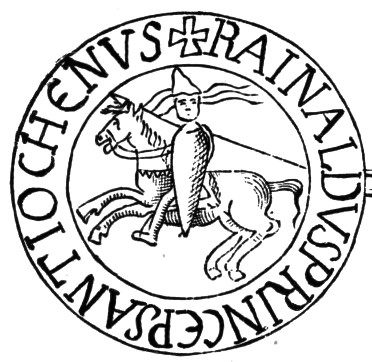
Pieczęć Renalda z Châtillon, księcia Antiochii

Drugiego męża Konstancji ogłoszono oficjalnie księciem Antiochii. Renald prowadził agresywną politykę. Za namową cesarza Manuela, który obiecał uznać prawa księcia do władzy nad Antiochią, wypowiedział wojnę księciu Małej Armenii Torosowi. Odebrał mu okolice Aleksandretty, które podarował templariuszom. Od tej pory członkowie zakonu byli stronnikami Renalda.
Wkrótce potem książę zawarł układ z Torosem, skierowany przeciwko Bizancjum. Renald zaczął snuć plany inwazji na rządzony przez namiestnika cesarskiego, Jana Komnena, Cypr. Potrzebne do realizacji tego zamierzenia pieniądze dał Renaldowi, po ciężkich torturach, niechętny mu patriarcha Antiochii Emeryk. W 1156 roku oddziały Renalda złupiły doszczętnie Cypr i wzięły do niewoli namiestnika oraz wszystkich dostojników. Ewakuowały się z wyspy dopiero na wieść o zbliżaniu się floty bizantyjskiej.
Na początku 1159 roku dotarła do Renalda informacja o tym, że w stronę jego księstwa kieruje się silna armia, dowodzona osobiście przez cesarza Manuela. Książę nie miał złudzeń co do szans swoich wojsk w starciu z Bizantyjczykami. Udał się w worze pokutnym do obozu cesarskiego pod Mamistrą i tam publicznie ukorzył się przed cesarzem. Manuel przebaczył mu, postawił jednak trzy warunki. Po pierwsze, zamek w Antiochii miał być na każde żądanie oddany załodze bizantyjskiej. Po drugie, Renald miał oddać do dyspozycji cesarza oddział wojska. Po trzecie, patriarchat łaciński w Antiochii powinien być zastąpiony patriarchatem greckim. Z tego ostatniego postulatu cesarz zrezygnował, prawdopodobnie pod wpływem rozmów z królem Baldwinem, który wkrótce także przybył do cesarskiego obozu. Po tych ustaleniach, 12 kwietnia 1159 roku, Manuel uroczyście wkroczył do Antiochii. Podczas jego wjazdu Renald prowadził za uzdę cesarskiego konia.

## Pobyt w niewoli (1160-1175)
Rządy Renalda w Antiochii zakończyły się w listopadzie 1160 roku, kiedy to w czasie jednej z łupieskich wypraw książę został wzięty do niewoli przez siły Nur ad-Dina, władcy Aleppo. Ani Antiocheńczycy, ani król Baldwin, ani cesarz Manuel nie zainteresowali się wykupieniem go z niewoli. Muzułmanie wypuścili go na wolność wraz z Joscelinem III de Courtenayem dopiero w 1175 roku.

## Małżeństwo ze Stefanią z Milly
Kilka miesięcy później Renald ożenił się ze Stefanią de Milly, córką Filipa de Milly, dziedziczką Karaku, wdową po Humphrey'u III z Toronu i Milesie de Plancy. Miał z nią prawdopodobnie jedną córkę:
- Alix de Châtillon, żonę Azzo V d’Este (możliwe jednak, że była to córka z małżeństwa z Konstancją).

## Działalność polityczna i militarna w Zajordanii (1176-1187)

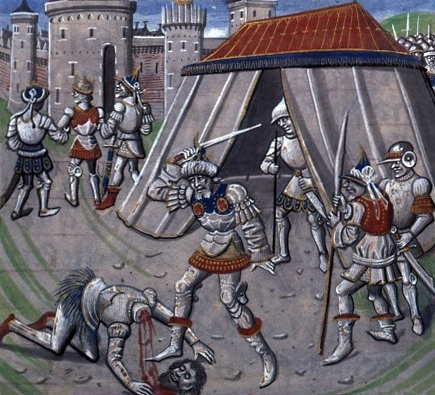
Śmierć Renalda z Chatillon (Guillaume de Tyr, Historia et continuation (BNF Richelieu Manuscrits Français 68, folio 399))

W Królestwie Jerozolimskim Renald należał do stronnictwa Lusignanów, Courtenayów i templariuszy. Nie zgadzał się z pokojową polityką Rajmunda z Trypolisu – nieustannie organizował napady na karawany muzułmańskie i pomniejsze oddziały zbrojne, co kilkukrotnie doprowadziło do zerwania rozejmu między Królestwem Jerozolimskim i Saladynem. Starał się zapobiec zbudowaniu przez niego jednego państwa islamskiego, co w konsekwencji musiało prowadzić do upadku Królestwa. Baldwin IV miał świadomość tego, że jeśli Saladynowi uda się zjednoczyć świat muzułmański, to w końcu zmiażdży państwa Europejczyków i zajmie Jerozolimę, dlatego popierał działania Renalda.
W 1183 Renald zdobył port Ajla (zajęty przez Saladyna w grudniu 1170 roku). Natychmiast przystąpił do realizacji planu, z którym nosił się już od dłuższego czasu. Zwodował na Zatoce Akaba flotyllę pięciu okrętów. Dwa z nich zablokowały port w Ejlacie, zaś pozostałe zajęły się łupieniem okrętów muzułmańskich na Morzu Czerwonym oraz nadmorskich miast. Korsarze splądrowali miasteczka na wybrzeżu Afryki, spalili statki w kilku arabskich portach i zatopili okręt wiozący pielgrzymów do Dżiddy. Ten ostatni czyn wywołał gwałtowną reakcję całego muzułmańskiego świata i nastawił wrogo do Franków wszystkich władców islamskich, nawet dotychczasowych ich sojuszników, co znacznie pogorszyło sytuację Królestwa Jerozolimskiego.
Pod koniec 1186 roku oddział Renalda zaatakował karawanę, w której podróżowała siostra Saladyna.
Według kroniki przypisywanej Ernulowi, skutkiem działań Renalda była także kolejna wojna z muzułmanami w 1187 roku, która doprowadziła do zajęcia przez nich prawie całego królestwa. Źródła arabskie podają jednak, że Saladyn i tak planował atak na Królestwo Jerozolimskie po wygaśnięciu rozejmu z 1186 roku i akcje Renalda były jedynie pretekstem. 
Sam Renald dostał się do niewoli w bitwie pod Hittin (4 lipca 1187). Następnie zaś został ścięty mieczem osobiście przez Saladyna.

## W kulturze
Jest jednym z bohaterów powieści Król trędowaty Zofii Kossak.
W filmie Królestwo niebieskie grał go Brendan Gleeson.